# Tofig Bakikhanov
Pour les articles homonymes, voir Bakikhanov.
 (septembre 2023).
Si vous disposez d'ouvrages ou d'articles de référence ou si vous connaissez des sites web de qualité traitant du thème abordé ici, merci de compléter l'article en donnant les références utiles à sa vérifiabilité et en les liant à la section « Notes et références ».
Tofik Bakikhanov (en azéri: Tofiq Əhmədağa oğlu Bakıxanov), né le 8 décembre 1930 à Bakou (Azerbaïdjan)  est compositeur, artiste et professeur de musique d'Azerbaïdjan.

## Biographie
Tofik Bakikhanov, fils d'Akhmed-Agha Bakikhanov, est un artiste de la République Soviétique Socialiste d'Azerbaïdjan.
Sa carrière musicale débute en tant que violoniste. En 1953, il obtient un diplôme en violon au Conservatoire d'État d'Azerbaïdjan, suivi en 1957 d'un diplôme en composition. Il a notamment été formé par le professeur Kara Karayev.

## Carrière artistique

### Fonctions et occupations professionnelles
Pendant ses années d'études, Bakikhanov s'engagera dans des activités d'interprétation et travaillera comme soliste dans l'Orchestre symphonique d'État d'Azerbaïdjan, ainsi que dans l'Orchestre symphonique de la radio azerbaïdjanaise.
De 1950 à 1953, il travaille comme violoniste dans un trio à l'Orchestre philharmonique d'Azerbaïdjan. À partir de 1953, il est professeur et chef du département des cordes du Baku Musical College  Asaf Zeynalli. Puis en 1966, il devient responsable du département d'édition d'art et passe en 1968 responsable de la rédaction de la littérature musicale de la maison d'édition Azerneshr. Depuis 1970, Bakikhanov travaille comme maître de conférences au Département de l'Ensemble de Chambre. Il est aussi Doyen du Département des Performances du Conservatoire d'Azerbaïdjan.

### Œuvres
Tofik Bakikhanov est l'auteur de concerts pour violon, violoncelle, flûte, hautbois, doubles concerts, comédies musicales. Actuellement, il est professeur à l'Académie de musique de Bakou. De 1969 à nos jours, Tofik Bakikhanov se produit avec des concerts d'auteurs à Paris, Moscou, Tbilissi, Istanbul, Izmir et Téhéran.
En 1968, son ballet Ballade Caspienne est mis en scène au Théâtre d'opéra et de ballet de Bakou. Il a été suivi des ballets Poèmes Orientaux (1976) et Good and Evil (1990).
Il a à son actif huit symphonies, six poèmes symphoniques, cinq mugams symphoniques (Neva, Chahnaz, Rahab, Humayun, Dugah), vingt-cinq concerts pour orchestre symphonique  avec tar et différents instruments, vingt sonates, des pièces vocales et instrumentales et plus de cent chansons et romances.
Le 23 novembre 1973, il reçoit le titre honorifique d'Ouvrier d'art honoré de la RSS d'Azerbaïdjan. En 1983, il reçoit le grade de professeur. Le 31 décembre 1990, il est honoré du titre honorifique d'Artiste du peuple de la RSS d'Azerbaïdjan. En 1996, il est élu docteur des arts de l'Académie nationale des arts d'Azerbaïdjan. En 1994-2000, T. Bakikhanov devient lauréat du prix d'Abbasgulu aga Bakikhanov. Il reçoit l'Ordre de la Gloire en 2000. En 1998, 2000 et 2001, il se produit au festival de musique internationale Bellapais (respectivement à la deuxième, quatrième et cinquième édition) en République turque de Chypre du Nord mais aussi à Moscou, Tbilissi et ces dernières années à Istanbul, Izmir, Téhéran, et en Bulgarie.
Des critiques, des monographies, une série d'articles ont été écrits et un téléfilm ,Tofig Bakikhanov, a été réalisé sur son œuvre.